# Roger Bellon (1905-1974)
Pour les articles homonymes, voir Roger Bellon et Bellon.
Roger Alexandre Léandre Bellon est un chef d'entreprise et résistant français né le 17 septembre 1905 à Suresnes (Seine) et mort le 3 juillet 1974 à Passy (Haute-Savoie) à l'âge de 68 ans.
Il fait partie en 1943 à Avignon du réseau dépendant du BCRA Andromède qui obtient d'importants plans stratégiques de Rommel et de défenses côtières. Il doit fuir à Paris à la suite de l'arrestation de son chef, le colonel Marcel Guillot, en novembre 1943.

## Biographie

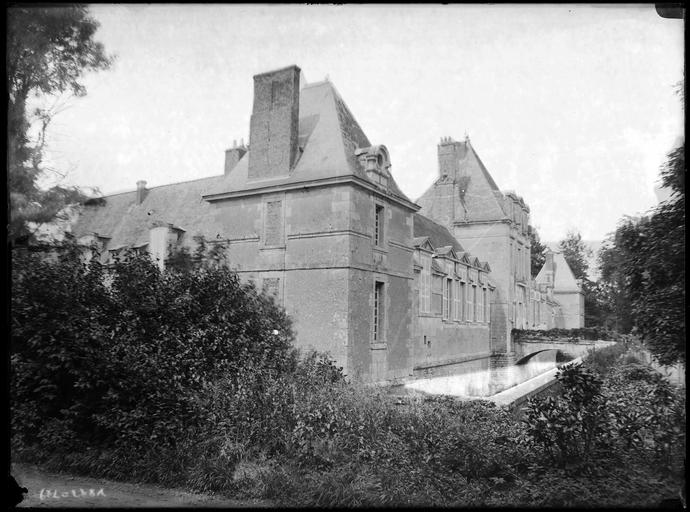
Le château du Jonchet au début du XXe siècle.

Roger Bellon est diplômé de l'École des hautes études commerciales de Paris. Il complète sa formation aux États-Unis et, à son retour, rachète un petit laboratoire pharmaceutique.
En 1933, il fonde à Neuilly-sur-Seine le laboratoire Roger Bellon qui produit jusqu'en 1993 des substances diverses dans les domaines de la pharmacie humaine et vétérinaire, de la cosmétique ou de la biologie, mais aussi du matériel chirurgical. Une des usines s'installe après la Seconde Guerre mondiale dans l'enceinte de la poudrerie nationale du Ripault à Monts où elle commence par produire des antibiotiques.
Roger Bellon intègre la Résistance dans un réseau lié au Secret Intelligence Service, ce qui lui vaut, en 1944, d'être arrêté et déporté à Buchenwald, où il exerce comme infirmier auprès du docteur du camp et où il côtoie Marcel Dassault.
Propriétaire du château du Jonchet à Romilly-sur-Aigre (Eure-et-Loir), probablement à partir de 1961, il est maire de la commune de 1965 à 1974.
Il meurt le 3 juillet 1974 lors de son hospitalisation à la clinique Sancellemoz de Passy (Haute-Savoie).

## Distinctions et hommages
Après la Seconde Guerre mondiale, Roger Bellon reçoit de nombreuses décorations françaises et étrangères, par lesquelles :
- Grand Officier dans l'ordre national de la Légion d'honneur
- Médaille de la Résistance française

Un groupe scolaire de Cloyes-les-Trois-Rivières, situé dans la commune déléguée de Romilly-sur-Aigre et construit sous le mandat municipal de Roger Bellon porte son nom.
Un Musée de la 2ème Guerre mondiale Roger Bellon est implanté à Conlie (Sarthe) depuis 2001. Il s'agit d'une homonymie. Le créateur de ce musée n'est en effet pas celui auquel cette page est consacrée.